# سینت جورج (ایلینوی)
سینت جورج (به انگلیسی: Saint George) یک منطقهٔ مسکونی در ایالات متحده آمریکا است که در شهرستان کنکاکی، ایلینوی واقع شده‌است. سینت جورج ۱۹۹٫۹۵ متر بالاتر از سطح دریا واقع شده‌است.